# Chlorissa
Chlorissa is een geslacht van vlinders uit de familie van de spanners (Geometridae) en de onderfamilie Geometrinae.

## Soorten
- C. afflictaria (Swinhoe, 1904)
- C. albistrigulata (Warren, 1897)
- C. allochroma Prout, 1920
- C. amphitritaria Oberthür, 1879
- C. anadema Prout, 1935
- C. annobonica Herbulot, 1958
- C. apheles Prout, 1933
- C. apographa Prout, 1930
- C. approximans Warren, 1897
- C. aquamarina Hampson, 1895
- C. articulicornis (Prout, 1916)
- C. attenuata (Walker, 1863)
- C. cloraria (Hübner, 1813)
- C. confusaria Staudinger, 1892
- C. chlorissodes Prout, 1912
- C. decipiens Warren, 1912
- C. dialeuca Prout, 1930
- C. discessa Walker, 1861
- C. distinctaria Walker, 1866
- C. dorsicristata (Warren, 1905)
- C. eborilitoris Prout, 1930
- C. esphaleia Wiltshire, 1966
- C. etruscaria Zeller, 1849
- C. faustinata Millière, 1869
- C. gelida Butler, 1889
- C. hyperymna Prout, 1933
- C. inornata Prout, 1930
- C. macrotyro Inoue, 1954

- C. malescripta (Warren, 1897)
- C. nigropunctata Warren, 1893
- C. obliterata Walker, 1863
- C. pretiosaria (Staudinger, 1877)
- C. prouti Rothschild, 1910
- C. punctifimbria Warren, 1896
- C. rubripicta Warren, 1893
- C. ruficristata (Prout, 1916)
- C. sachalinensis Matsumura, 1925
- C. stibolepida (Butler, 1879)
- C. subrufibasis Prout, 1930
- C. tanyptera Prout, 1930
- C. unilinea (Warren, 1897)
- C. unilinearia Leech, 1897
- C. viridata (Linnaeus, 1758) - smaragdgroene zomervlinder
- C. viridescentaria Motschulsky, 1860